# نوواری-الییا
نوواری-الییا (به لاتین: Nuwari-Eliya) یک منطقهٔ مسکونی در سری‌لانکا است که در استان مرکزی (سری‌لانکا) واقع شده‌است.